# Bossa nova (album de Pauline Croze)
Albums de Pauline Croze
Le Prix de l'Eden
(2012)
Bossa nova est le quatrième album de la chanteuse française Pauline Croze, sorti en 2016. 
Elle reprend des standards en français et en portugais, avec quelques invités.

## Titres
| No  | Titre                                       | Version originale | Durée |
| --- | ------------------------------------------- | --- | ----- |
| 1.  | La rua Madureira                            | Nino Ferrer, paroles de Nino Ferrer, musique de Daniel Beretta et Nino Ferrer, 1969                                                                | 3:17  |
| 2.  | Tu verras                                   | Claude Nougaro, 1978, adapté de O que será ? (à flor da pele) de Chico Buarque, musique du film Dona Flor et ses deux maris de Bruno Barreto, 1976 | 3:29  |
| 3.  | Les eaux de mars                            | Georges Moustaki, 1973, adapté de Águas de Março de Tom Jobim, 1972                                                                                | 2:59  |
| 4.  | Essa Moça Tá Diferente (avec Flavia Coelho) | Chico Buarque, 1969 | 3:00  |
| 5.  | Você abusou                                 | Fais comme l’oiseau de Michel Fugain, 1972, adapté de Antônio Carlos et Jocáfi, 1971                                                               | 3:05  |
| 6.  | Samba saravah                               | Pierre Barouh, musique du film Un homme et une femme de Claude Lelouch, 1966, adapté de Samba da Bênção de Vinícius de Moraes, 1963                | 2:50  |
| 7.  | Chorando sim (avec Bruno Ferreira)          | Almeidinha, musique du film L'Homme de Rio de Philippe de Broca, 1964                                                                              | 3:38  |
| 8.  | Jardin d'hiver                              | Henri Salvador, chanson de Keren Ann et Benjamin Biolay, 2000                                                                                      | 2:57  |
| 9.  | À felicidade (avec Vinícius Cantuária)      | Tom Jobim, musique du film Orfeu Negro de Marcel Camus, 1959                                                                                       | 3:07  |
| 10. | La fille d'Ipanema                          | Sacha Distel, 1964, adaptation par Eddy Marnay de Garota de Ipanema de Tom Jobim et Vinícius de Moraes, 1962                                       | 2:26  |
| 11. | La chanson d’Orphée (manhã do carnaval)     | Luiz Bonfá, musique du film Orfeu Negro de Marcel Camus, 1959                                                                                      | 3:06  |

## Musiciens
Flavia Coelho, Vinícius Cantuária, Cali Kamga, Bruno Ferreira, Marie Navarro et Manda Sissoko participent à cet album. Richard Minier est le réalisateur.

## Accueil
« Pauline Croze parvient à s'extraire des interprétations précédentes [...] et imprime une marque très personnelle, décalée, sensuelle, parfois inattendue. »

« Ces monuments brésiliens, ces bossa, loin de les murmurer, en une caresse d’usage, Pauline Croze les chante à gorge pleine, les aborde fraîche, frontale, spontanée, avec des chœurs yé-yé, un esprit pop. »